# Gigant
Gigant è un manga scritto e disegnato da Hiroya Oku. È stato pubblicato sulla rivista Big Comic Superior dall'8 dicembre 2017. Il 6 agosto 2020 la storia è entrata nell'arco finale e si è conclusa il 24 settembre 2021.
In Italia è stato pubblicato da Panini Comics sotto l'etichetta Planet Manga nella collana Manga Best dal 7 novembre 2019 al 14 luglio 2022 a cadenza bimestrale.

## Trama
La storia ha come protagonista Rei Yokoyamada, uno studente delle superiori con una gran passione per il cinema che coltiva il sogno di diventare un regista. Tuttavia la sua passione non si limita ai soli film "normali" ma è rivolta anche a quelli a luci rosse, dove rivela essere un grande fan di una bella attrice JAV dal seno prosperoso, il cui nome d'arte è Papiko. Un giorno Rei scopre per caso che Papiko vive nel suo stesso quartiere ed il giovane inizia a fantasticare su un possibile incontro con lei, finché un giorno accade veramente, scopre che il suo vero nome è Chiho e fa subito amicizia. Oltre a loro, nel quartiere vive anche uno strano soggetto che va in giro per la zona in mutande e maglietta e con uno zaino in spalla; un giorno Chiho lo trova in punto di morte e prova ad aiutarlo, ma l'uomo le attacca un congegno ad un polso e apparentemente muore. La ragazza scopre che questo dispositivo le consente di cambiare dimensioni e diventare grande quanto un gigante, la questa crescita si applica solo al suo corpo, strappandole i vestiti e lasciandola nuda. Spaventata da tutto ciò, chiede aiuto a Rei, ma per i due i guai sono appena iniziati, quando vengono a sapere che altri fatti misteriosi stanno accadendo uno dopo l'altro nella loro città. Tuttavia Ryuji, ovvero l'attuale compagno di Chiho, vedendo quest'ultima compagnia di Rei crede che lo stia tradendo, così si prepara ad assalire il ragazzo, ma Chiho riesce a fermarlo utilizzando i suoi nuovi poteri, costringendo Ryuji ad andarsene e porre fine alla loro relazione, così Chiho e Rei iniziano a frequentarsi.
Dopo un po' di tempo, un sito web chiamato ETE, acronimo di Enjoy the End inizia a diventare popolare, e qui gli utenti possono votare gli eventi proposti e i vincitori potranno far diventare i loro progetti realtà, indipendentemente da quanto siano difficili da realizzare. Alcuni di questi sono una pioggia di escrementi, un famoso attore che corre nudo per le vie di Shinjuku, la morte di una celebrità che si dice sia un assassino e un terremoto. A seguito di una richiesta, un gigantesco dio della distruzione discende su Tokyo, demolendo edifici e uccidendo molte persone. Nel frattempo, un altro mostro gigantesco attacca New York e viene affrontato da un uomo dalle medesime fattezze. La famiglia di Rei si rifugia sottoterra e Chiho usa il suo potere per tramutarsi in gigante e uccidere la divinità. Successivamente la polizia identifica Chiho come la donna gigante e la arresta con l'accusa di insurrezione criminale. Affronta l'esecuzione che le viene imposta ma le viene concessa l'amnistia dopo che diversi giganti e altri tre dei fanno la loro apparizione; a questo punto la giovane donna si trasforma ancora una volta e li elimina tutti. Dopo questa serie di scontri, la stampa scopre che Chiho sta frequentando uno studente delle superiori e perde le opportunità nell'industria dell'intrattenimento, così lei e Rei rompono la loro relazione. Nel frattempo, gli Stati Uniti lanciano una bomba nucleare su Honolulu per fermare ulteriori giganti che stanno devastando il Nord America.
A questo punto arriva un gruppo di viaggiatori del tempo del 2135, vestiti come l'uomo che aveva consegnato il congegno a Chiho; quest'ultimi dispongono di poteri di crescita molto simili. Trovano Chiho e le dicono che due intelligenze artificiali, Socrate e Platone, sono state create nel 2019 e sono trapelate su Internet, e collegandosi ad un satellite cinese, hanno costruito una gigantesca struttura nello spazio composta da detriti. Utilizzando i suoi macchinari, inclusa una bio-stampante, le IA hanno utilizzato il sito Enjoy the End per comprendere i pensieri dell'umanità. Nel 2135, Socrate e Platone hanno finito per ridurre drasticamente la popolazione umana, motivo per cui il gruppo di avventurieri si è recato nel 2019 per distruggerli, finendo per chiedere aiuto a Chiho.

## Volumi
| 1  | 30 maggio 2018 | ISBN 978-4-09-189875-3                                                      | 7 novembre 2019   |
| 1  | Capitoli - 1. (女優?, Joyū) - 2. (お礼?, Orei) - 3. (友達?, Tomodachi) - 4. (DVD?) - 5. (夜空?, Yozora) - 6. (家族?, Famirī) - 7. (密室?, Misshitsu) - 8. (竜二?, Ryūji) - 9. (投票?, Tōhyō)                                                             |                                                                             |                   |
| 2  | 30 ottobre 2018 | ISBN 978-4-09-860167-7                                                      | 9 gennaio 2020    |
| 2  | Capitoli - 10. (可能性?, Kanōsei) - 11. (返事?, Henji) - 12. (涙?, Namida) - 13. (未来?, Mirai) - 14. (破壊神?, Hakai-shin) - 15. (六本木降臨?, Roppongi kōrin) - 16. (避難?, Hinan) - 17. (動悸?, Dōki) - 18. (パピコ?, Papiko)                         |                                                                             |                   |
| 3  | 28 febbraio 2019 | ISBN 978-4-09-860264-3                                                      | 5 marzo 2020      |
| 3  | Capitoli - 19. (叫び?, Sakebi) - 20. (必死?, Hisshi) - 21. (正体?, Shōtai) - 22. (歳の差?, Toshi no sa) - 23. (寝顔?, Negao) - 24. (犯罪者?, Hanzai-sha) - 25. (手紙?, Tegami) - 26. (屋上?, Okujō) - 27. (チョー必死?, Chō hisshi) - 28. (帰路?, Kiro)  |                                                                             |                   |
| 4  | 30 agosto 2019 | ISBN 978-4-09-860424-1                                                      | 7 maggio 2020     |
| 4  | Capitoli - 29. (なすすべ?, Nasusube) - 30. (ロボ?, Robo) - 31. (詰んだ町?, Tsunda machi) - 32. (瓦礫?, Gareki) - 33. (瞳孔?, Dōkō) - 34. (あっち?, Acchi) - 35. (飛翔?, Hishō) - 36. (パピコII?, Papiko II) - 37. (直視?, Chokushi) - 38. (行方?, Yukue) |                                                                             |                   |
| 5  | 28 febbraio 2020 | ISBN 978-4-09-860581-1                                                      | 23 luglio 2020    |
| 5  | Capitoli - 39. (鮮血?, Senketsu) - 40. (歓声?, Kansei) - 41. (不在?, Fuzai) - 42. (誤作動?, Go sadō) - 43. (救世主?, Kyūseishu) - 44. (平穏?, Heion) - 45. (サタン?, Satan) - 46. (Heroes?) - 47. (夜空II?, Yozora II)                                   |                                                                             |                   |
| 6  | 19 agosto 2020 | ISBN 978-4-09-860745-7                                                      | 14 gennaio 2021   |
| 6  | Capitoli - 48. (大発見?, Daihakken) - 49. (前日?, Zenjitsu) - 50. (異世界?, Isekai) - 51. (プール?, Pūru) - 52. (ちほさん?, Chiho-san) - 53. (発動?, Hatsudō) - 54. (彼氏?, Kareshi) - 55. (決断?, Ketsudan) - 56. (約束?, Yakusoku)                     |                                                                             |                   |
| 7  | 25 dicembre 2020 | ISBN 978-4-09-860835-5                                                      | 12 agosto 2021    |
| 7  | Capitoli - 57. (新しい朝?, Atarashī asa) - 58. (AI?) - 59. (練習?, Renshū) - 60. (未来?, Mirai) - 61. (靴下?, Kutsushita) - 62. (もち?, Mochi) - 63. (来た?, Kita) - 64. (別れ?, Wakare) - 65. (出撃?, Shutsugeki)                                       |                                                                             |                   |
| 8  | 30 marzo 2021 | ISBN 978-4-09-861013-6                                                      | 23 settembre 2021 |
| 8  | Capitoli - 66. (笑顔?, Egao) - 67. (初手?, Shote) - 68. (少佐?, Shōsa) - 69. (力の差?, Chikara no sa) - 70. (反撃?, Hangeki) - 71. (私の娘?, Watashi no musume) - 72. (5 VS 5?) - 73. (死闘?, Shitō) - 74. (コンボ?, Konbo)                              |                                                                             |                   |
| 9  | 30 agosto 2021 | ISBN 978-4-09-861162-1                                                      | 10 marzo 2022     |
| 9  | Capitoli - 75. (選択?, Sentaku) - 76. (約束Ⅱ?, Yakusoku II) - 77. (無念?, Munen) - 78. (英雄?, Eiyū) - 79. (上空?, Jōkū) - 80. (遭遇?, Sōgū) - 81. (人類の命?, Jinrui no inochi) - 82. (爆風?, Bakufū)                                                   |                                                                             |                   |
| 10 | 28 dicembre 2021 | ISBN 978-4-09-861233-8 (ed. regolare) ISBN 978-4-09-943099-3 (ed. limitata) | 14 luglio 2022    |
| 10 | Capitoli - 83. (ニュース?, Nyūsu) - 84. (想い出?, Omoide) - 85. (鳴き声?, Nakigoe) - 86. (約束?, Yakusoku) - 87. (変化?, Henka) - 88. (夢?, Yume) - 89. (映画?, Eiga)                                                                                    |                                                                             |                   |

## Accoglienza
La serie ha avuto un buon andamento commerciale, con oltre un milione di volumi in circolazione a luglio 2020. A dicembre 2020, il manga aveva in circolazione 1,2 milioni di copie.